# Turpin (U-Boot)
HMS Turpin (Kennung: P354), später Leviathan, war ein U-Boot der T-Klasse des Submarine Service der Royal Navy.
Gebaut wurde das Boot auf dem Chatham Dockyard bei Chatham. Die Kiellegung erfolgte am 24. Mai 1943, das Zuwasserlassen am 5. August 1943, die Indienststellung am 18. Dezember 1944. 1968 wurde das Boot an die israelische Marine verkauft und nach dem jüdisch-mythologischen Seeungeheuer Leviathan benannt. Das Boot wurde 1978 verschrottet.